# Pilzno 6
Pilzno 6 (czeski: Plzeň 6) – dzielnica miejska w południowej części miasta statutowego Pilzna, nad Radbuza. Składa się z całego obszaru administracyjnego Litice u Plzně.